# NGC 109
NGC 109 je galaksija u zviježđu Andromeda.

## Vanjske poveznice
- SEDS: NGC 0109